# 社会党 (ポルトガル)
社会党（しゃかいとう ポルトガル語: Partido Socialista（PS））は、ポルトガルの社会民主主義政党。社会主義インターナショナルと進歩同盟加盟政党。中道右派の社会民主党（PSD）と共にポルトガルの二大政党をなす。

## 歴史
1973年4月19日、西ドイツのバート・ミュンスターライフェルで結成された。当時のポルトガルはエスタド・ノヴォと呼ばれるファシズム政権だったために国内では活動できなかった。初代書記長にはマリオ・ソアレスが就任した。
1974年4月、リスボンの春と呼ばれるポルトガルの民主化革命によって独裁政権が倒れるとマリオ・ソアレスらが帰国し、臨時政府に参加した。そして、1976年4月の総選挙でPSが勝利してマリオ・ソアレスが首相に就任、1978年まで務めた。1983年には、マリオ・ソアレスが首相に再び就任した。しかし1985年の総選挙で敗北した後は、1995年の総選挙でPSDに勝利するまで野党となっていた。1995年から2002年までアントニオ・グテーレスが首相を務めた。
2004年10月、ジョゼ・ソクラテスが書記長に当選。翌05年2月の総選挙で勝利し、ジョゼ・ソクラテスが首相に就任した。続く09年9月の総選挙では過半数を下回ったが、第一党を確保し政権維持に成功した。緊縮財政案の否決を受けて任期を2年前倒して行われた2011年6月5日の総選挙では、PSDに敗北しジョゼ・ソクラテスは書記長辞任を発表した。同月15日にシルヴァ大統領がペドロ・パソス・コエリョPSD党首を首相に指名したことで、PSは野党に転落した。2015年10月4日に行われた総選挙の結果、社会民主党が過半数割れし、協議の結果左翼ブロック・共産党・緑の党の左派三政党からの閣外協力を得ることに成功。11月24日、シルヴァ大統領によりアントニオ・コスタ書記長が首相に指名され、4年ぶりに与党に返り咲いた。2019年10月6日投開票の総選挙では社会党が改選前より22議席を増やして第一党となり、コスタ政権が信任された。
新年度予算案の否決を受け前倒しで2022年1月30日に実施された総選挙で社会党は前回よりも更に9議席伸ばし、単独で半数を超え勝利した。これによりコスタ首相の続投が固まった。しかしコスタ首相が汚職捜査を理由に2023年11月7日に辞任表明し、解散総選挙の早期実施が決定。2024年3月11日の総選挙では公示前より40議席も減らす77議席にとどまり、敗北を宣言した。

## 歴代書記長
- マリオ・ソアレスMário Soares: 1973年4月19日 - 1986年6月29日
- アントニオ・デ・アルメイダ・サントス（英語版） (暫定)António de Almeida Santos: 1985年6月13日 – 1985年11月13日
- アントニオ・マセド（ポルトガル語版）António Macedo (暫定): 1985年11月13日 – 1986年6月29日
- ヴィクトル・コンスタンシオVitor Constâncio: 1986年6月29日 - 1989年
- ジョルジェ・サンパイオJorge Sampaio: 1989年 - 1992年
- アントニオ・グテレスAntónio Guterres: 1992年 - 2002年
- フェッロ・ロドリゲスFerro Rodrigues: 2002年 - 2004年
- ジョゼ・ソクラテスJosé Sócrates: 2004年 - 2011年7月23日
- アントニオ・ジョゼ・セグーロ（英語版）António José Seguro: 2011年7月23日 – 2014年9月28日
- マリア・デ・ベレン・ロッシーラ（英語版） (暫定)Maria de Belém Roseira: 2014年9月28日 – 2014年11月22日
- アントニオ・コスタAntónio Costa: 2014年11月22日 – 2024年1月7日
- ペドロ・ヌーノ・サントス（英語版）Pedro Nuno Santos: 2024年1月7日 – 2025年5月24日
- カルロス・セザル（英語版） (暫定)Carlos César: 2025年5月24日 – 2025年6月28日
- ジョゼ・ルイス・カルネイロ（英語版）José Luís Carneiro: 2025年6月28日 –

## 歴代党首
- アントニオ・マセドAntónio Macedo : 1974年12月15日 – 1986年6月29日
- マヌエル・ティト・デ・モライス（英語版）Manuel Tito de Morais: 1986年6月29日 – 1989年1月15日
- ジョアン・フェハス・デ・アブレウ（ポルトガル語版）João Ferraz de Abreu: 1989年1月15日– 1992年2月23日
- アントニオ・デ・アルメイダ・サントスAntónio de Almeida Santos: 1992年2月23日 – 2011年9月9日
- マリア・デ・ベレン・ロッシーラMaria de Belém Roseira: 2011年9月9日– 2014年11月22日
- カルロス・セザル（英語版）Carlos César: 2014年11月22日 – 現職

## 歴代首相
- マリオ・ソアレスMário Soares : 1976年 - 1978年,1983年 - 1985年
- アントニオ・グテーレスAntónio Guterres : 1995年 - 2002年
- ジョゼ・ソクラテスJosé Sócrates : 2005年 - 2011年
- アントニオ・コスタAntónio Costa: 2015年 – 2024年

## 歴代大統領
- マリオ・ソアレスMário Soares : 1986年 - 1996年
- ジョルジェ・サンパイオJorge Sampaio : 1996年 - 2006年

## 党勢推移

### 大統領選挙
| 選挙       | 年月日        | 候補者                           | 得票数             | 得票率 | 備考                                                                                            |
| ---------- | ------------- | -------------------------------- | ------------------ | ------ | ----------------------------------------------------------------------------------------------- |
| 1976年選挙 | 1976年6月27日 | アントニオ・ラーマリョ・エアネス | 2,967,137          | 61.59  | 人民民主党（PPD、現PSD）、民主社会中道党（CDS、現CDS-PP）が相乗りして支援                       |
| 1980年選挙 | 1980年7月12日 | アントニオ・ラーマリョ・エアネス | 3,262,520          | 56.40  | PSが単独支援                                                                                    |
| 1986年選挙 | 1986年1月26日 | マリオ・ソアレス                 | （1回目）1,443,683 | 25.43  | 1回目では2位。決選投票では、ポルトガル共産党（PCP）などPS以外の左派政党も支援して逆転勝利       |
| 1986年選挙 | 1986年2月16日 | マリオ・ソアレス                 | （決戦）3,010,756  | 51.18  | 1回目では2位。決選投票では、ポルトガル共産党（PCP）などPS以外の左派政党も支援して逆転勝利       |
| 1991年選挙 | 1991年1月13日 | マリオ・ソアレス                 | 3,459,521          | 70.35  | アニーバル・カヴァコ・シルヴァ政権与党のPSDも相乗りして支援。事実上ソアレス大統領への信任投票。 |
| 1996年選挙 | 1996年1月14日 | ジョルジェ・サンパイオ           | 3,035,056          | 53.91  |                                                                                                 |
| 2001年選挙 | 2001年1月14日 | ジョルジェ・サンパイオ           | 2,401,015          | 55.51  |                                                                                                 |
| 2006年選挙 | 2006年1月22日 | マヌエル・アレージャ             | 1,138,297          | 20.74  | カーネーション革命による民主化後の大統領選挙で初めての敗北。                                    |
| 2011年選挙 | 2011年1月23日 | マヌエル・アレグレ               | 817,980            | 19.67  |                                                                                                 |
| 2016年選挙 | 2016年1月24日 |                                  |                    |        | 現役党員は立候補せず。                                                                          |
| 2021年選挙 | 2021年1月24日 |                                  |                    |        | 現役党員は立候補せず。                                                                          |

### 共和国議会選挙
| 選挙       | 年月日         | 得票数    | 得票率 | 議席 | 備考 |
| ---------- | -------------- | --------- | ------ | ---- | --- |
| 1975年選挙 | 1975年4月25日  | 2,162,972 | 37.87  | 116  | 制憲議会選挙。カーネーション革命後、初の自由選挙で第一党となる。                                          |
| 1976年選挙 | 1976年4月25日  | 1,912,921 | 34.89  | 107  | 制憲議会選挙に引き続き第一党を維持。                                                                      |
| 1979年選挙 | 1979年2月12日  | 1,642,136 | 27.33  | 74   | 議席を大幅に減らし、第一党の座を民主同盟（AD、PDSを中核とする中道右派の政党連合）に譲り渡す結果になった。 |
| 1980年選挙 | 1980年10月5日  | 1,673,279 | 27.76  | 74   | PSを中核とした共和国社会主義戦線（FRS）で議会選挙を戦った。得票と議席は前回並み                           |
| 1983年選挙 | 1983年4月25日  | 2,061,309 | 36.11  | 101  | 4年ぶりに第一党となる。しかし、単独過半数ではないため、第2党で中道右派政党のPSDとの連立政権。             |
| 1985年選挙 | 1985年10月6日  | 1,204,321 | 20.77  | 57   | 前回選挙を大幅に下回る結果となって敗北。政権から下野した。                                                |
| 1987年選挙 | 1987年7月19日  | 1,262,506 | 22.24  | 60   | 前回選挙を若干上回る結果となる。                                                                          |
| 1991年選挙 | 1991年10月6日  | 1,670,758 | 29.13  | 72   | 得票、議席ともに前回選挙より大きく前進                                                                    |
| 1995年選挙 | 1995年10月1日  | 2,583,755 | 43.76  | 112  | 1985年選挙以来、10年ぶりに第一党。政権与党に復帰。                                                        |
| 1999年選挙 | 1999年10月10日 | 2,385,922 | 44.06  | 115  | 前回より微増。第一党を維持。                                                                              |
| 2002年選挙 | 2002年3月17日  | 2,068,584 | 37.79  | 96   | 第一党の座をPSDに奪われ下野。                                                                             |
| 2005年選挙 | 2005年2月20日  | 2,588,312 | 45.03  | 121  | 2002年選挙より3年ぶりに第一党となる。政権復帰。                                                           |
| 2009年選挙 | 2009年9月30日  | 2,077,238 | 36.56  | 97   | 第1党の座は維持したものの、得票と議席数を前回より大幅に減らした。                                         |
| 2011年選挙 | 2011年6月5日   | 1,568,168 | 28.06  | 74   | 得票と議席数を前回より大幅に減らし、第二党に転落。                                                        |
| 2015年選挙 | 2015年10月4日  | 1,747,685 | 32.32  | 86   | 前回より増やしたが依然第二党にとどまる。左派政党の閣外協力を得て4年ぶりに政権復帰。                       |
| 2019年選挙 | 2019年10月6日  | 1,903,687 | 36.4   | 108  | 前回より22議席増やし、第一党となったが過半数には達せず、少数与党としてコスタ政権継続。                    |
| 2022年選挙 | 2022年1月30日  | 2,343,866 | 41.5   | 119  | 前回よりも11議席増やし過半数を獲得、第一党を維持。コスタ政権継続。                                        |
| 2024年選挙 | 2024年3月10日  | 1,812,443 | 28.0   | 78   | PSDに2議席差で及ばず、PSDの少数与党政権発足を許した。                                                     |
| 2025年選挙 | 2025年5月18日  | 1,442,546 | 22.8   | 58   | PSDと新興政党のシェーガが躍進する一方で、大幅に議席数を落とした。                                         |

### 欧州議会議員選挙
| 選挙       | 投票日        | 得票数    | 得票率 | 議席 |
| ---------- | ------------- | --------- | ------ | ---- |
| 1987年選挙 | 1987年7月19日 | 1,267,672 | 22.48  | 6    |
| 1989年選挙 | 1989年6月18日 | 1,184,380 | 28.54  | 8    |
| 1994年選挙 | 1994年6月12日 | 1,061,560 | 34.87  | 10   |
| 1999年選挙 | 1999年6月13日 | 1,493,146 | 43.07  | 12   |
| 2004年選挙 | 2004年6月13日 | 1,516,001 | 44.53  | 12   |
| 2009年選挙 | 2009年6月7日  | 946,818   | 26.53  | 7    |
| 2014年選挙 | 2014年5月25日 | 1,033,158 | 31.5   | 8    |
| 2019年選挙 | 2019年5月26日 | 1,106,345 | 33.4   | 9    |
| 2024年選挙 | 2024年6月9日  | 1,268,915 | 32.1   | 8    |